# Ё̄
Das Ё̄ (Kleinbuchstabe ё̄) ist ein Buchstabe des kyrillischen Alphabets, bestehend aus einem Ё mit Makron. Er wird in der kildinsamischen Sprache für den Laut /joː/ verwendet.
Im Alphabet des Kildinsamischen, das distinktive Länge systematisch markiert, erscheint das Makron auch auf anderen Vokalbuchstaben.
Unicode hat keinen eigenen Codepunkt für das Ё̄, es muss als ein Ё und ein kombinierendes Makron (U+0304) eingegeben werden.